# Slobodka (Smolensk)
|  | Per a altres significats, vegeu «Slobodka». |

Slobodka - Слободка (rus) - és un poble de l'óblast de Smolensk, a Rússia, que el 2007 tenia 186 habitants.